# Acentroscelus singularis
Acentroscelus singularis är en spindelart som först beskrevs av Cândido Firmino de Mello-Leitão 1940. 
Acentroscelus singularis ingår i släktet Acentroscelus och familjen krabbspindlar. Artens utbredningsområde är Guyana. Inga underarter finns listade i Catalogue of Life.